# Gustaf Hedborg
Gustaf Thorolfsson Hedborg, född 7 september 1912 i Stockholm, död där den 30 november 1999, var en svensk jurist.
Hedborg blev juris kandidat 1937 och förordnades, efter tingstjänstgöring 1938–1940, till amanuens i kammarrätten 1941, blev adjungerad ledamot 1942, extra ordinarie assessor 1945 och föredragande i Regeringsrätten 1952 samt utnämndes till kammarrättsråd 1953. Hedborg hade olika sakkunniguppdrag i Finansdepartementet 1947–1950, var byråchef där 1950–1955 och chef för rättsavdelningen 1955–1956. Han var regeringsråd 1956–1960 och kammarrättspresident i Kammarrätten (i Stockholm) 1961–1979.
Hedborg hade ett flertal uppdrag i statliga utredningar, främst i skatterättsliga frågor, från 1950-talet till 1985 samt var ledamot i Domstolsverkets tjänsteförslagsnämnd 1975–1979. Han utgav också ett antal böcker i ämnet skatterätt. Hedborg blev riddare av Nordstjärneorden 1953, kommendör av första klassen av samma orden 1959 och kommendör med stora korset 1966.
Gustaf Hedborg var son till livmedikus Thorolf Hedborg och dennes hustru Signe, född Petréus.